# Melchior von Meckau
Melchior von Meckau (Meißen, 1440 – Roma, 3 marzo 1509) è stato un cardinale e vescovo cattolico tedesco.

## Biografia

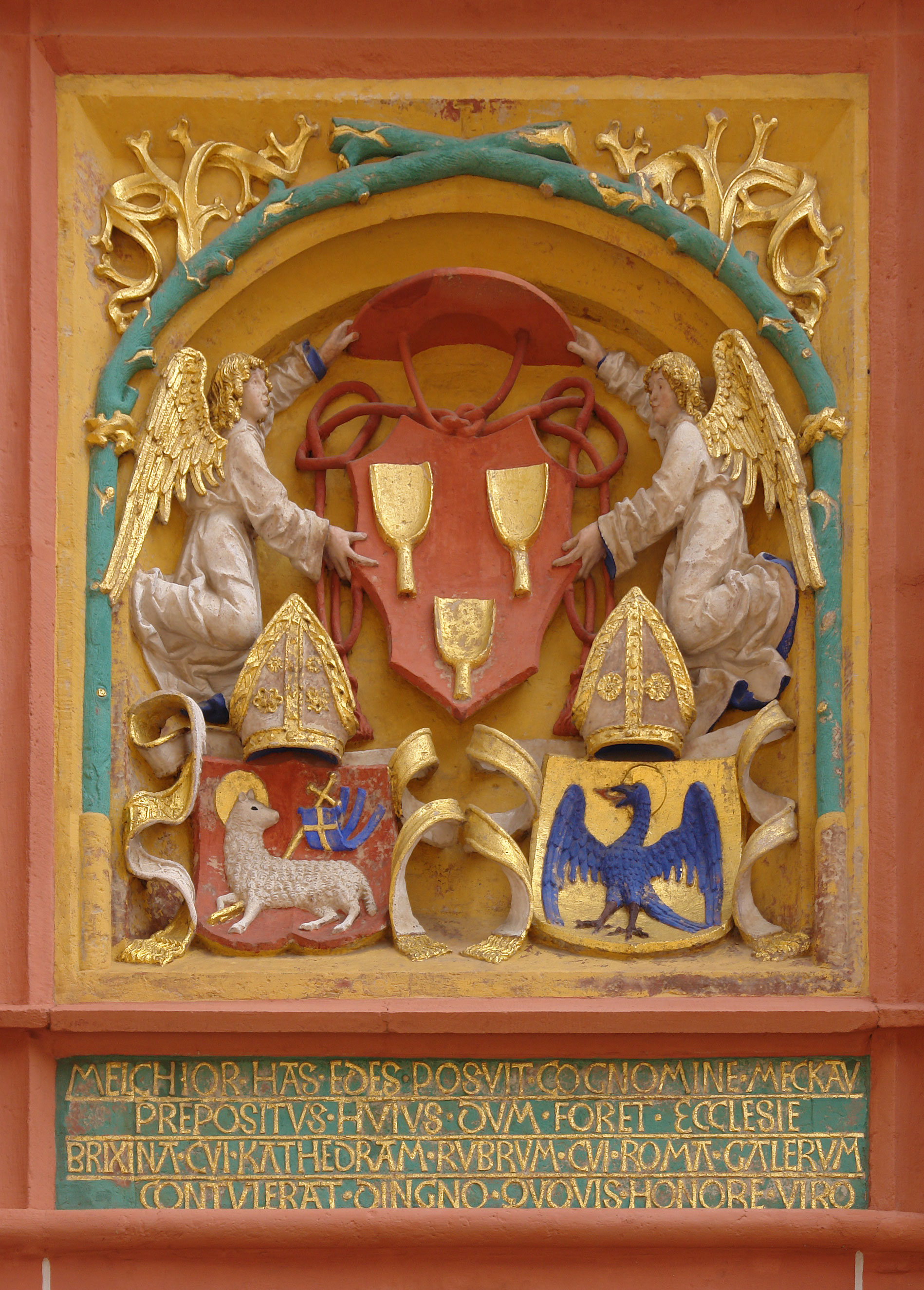
Stemma del Cardinale Melchior von Meckau

Melchior von Meckau nacque a Meißen nel 1440, figlio di Gaspar von Meckau, che più tardi divenne consigliere dell'imperatore Massimiliano I.
Iniziò gli studi a Lipsia nel 1458 e li continuò presso l'Università di Bologna nel 1459.  Al termine conseguì il dottorato in legge dall'Università di Bologna.
Nel 1470 divenne canonico della Cattedrale di Magdeburgo. Trasferitosi a Roma, divenne segretario della Cancelleria dei Brevi Apostolici. Nel 1473 papa Sisto IV lo nominò decano del capitolo della Cattedrale di Meißen. Nel 1473 fu anche consigliere di Sigismondo, arciduca d'Austria, diventando suo cancelliere nel 1481. Fu anche canonico della Cattedrale di Bressanone.
Il 20 aprile 1482 fu nominato vescovo coadiutore di Georg Golser, principe-vescovo di Bressanone. Trascorse la maggior parte del successivo periodo presso l'arciduca Sigismondo in Innsbruck fino al 1488, quando il vescovo Gosler gli trasferì l'amministrazione del principato vescovile.  Quando il vescovo Gosler morì il 20 giugno 1489, il vescovo Meckau gli succedette come principe-vescovo di Bressanone.
Nel novembre 1489 celebrò un sinodo diocesano, dove il maggior argomento di discussione fu il breviario e il messale usato a Bressanone.  Nel 1490 divenne canonico della Cattedrale di San Lamberto a Liegi. Dopo la morte di Federico III d'Asburgo, il nuovo imperatore, Massimiliano I, lasciò il vescovo Meckau in carica del governo territoriale del Tirolo. Fu un attivo sostenitore di Massimiliano, anche finanziario, durante la guerra sveva.  Il vescovo Meckau fu un patroni delle arti, architettura e letteratura, tanto da essere chiamato il primo vescovo umanista.
Papa Alessandro VI lo creò cardinale presbitero nel concistoro del 31 maggio 1503.  Il 12 giugno successivo ricevette il titolo cardinalizio di San Nicola fra le Immagini.
Non partecipò al conclave del settembre 1503 che elesse papa Pio III, ma fu presente al successivo conclave dell'ottobre 1503 che elesse papa Giulio II.
L'imperatore Massimiliano lo nominò suo ambasciatore per tutte le faccende connesse alla sua incoronazione. Il cardinal Meckau visitò il papa a Roma il 16 dicembre 1506 e poi visitò la Repubblica di Venezia, che aveva proibito il passaggio attraverso il suo territorio.
Il 5 gennaio 1507 optò per il titolo di Santo Stefano al Monte Celio.
A causa della intransigenza della Repubblica di Venezia, Massimiliano non poté essere incoronato e dovette trasferirsi a Trento.  (Questo fu uno dei motivi che portarono alla guerra della Lega di Cambrai.)  Nel febbraio 1507 Massimiliano dichiarò che era Imperatore del Sacro Romano Impero anche se non era ancora stato incoronato; Cardinal Meckau trasmise questa decisione al papa, che diede il suo assenso.
Morì a Roma il 3 marzo 1509. Fu sepolto nella Basilica di Santa Maria in Aracoeli.

## Genealogia episcopale
La genealogia episcopale è:
- Vescovo Johann Tulbeck
- Arcivescovo Bernhard von Rohr
- Vescovo Georg Golser
- Cardinale Melchior von Meckau